# Константин Семёнович Сисей
Константин Семёнович по прозванию Сисей — князь, сын боярский и  воевода во времена правления Ивана III Васильевича и Василия III Ивановича.
Родоначальник княжеского рода Сисеевы по прозванию которого они получили фамилию. Старший сын князя Семёна Романовича Ярославского. Имел двух братьев, князей: Петра по прозванию "Кривой", Ивана по прозванию "Семейка" и сестру неизвестную по имени, жена окольничего Давыдова-Хромого Петра Фёдоровича.

## Биография

### Служба Ивану III Васильевичу
В 1492 и 1495 годах участвовал в государевых походах в Новгород. В 1496 году воевода войск левой руки в походе к Выборгу.

#### Служба Василию III Ивановичу
В 1507 году первый воевода Большого полка в походе из Сиверы на Великое княжество литовское. В 1512 году первый воевода в Тарусе. В 1516 году третий воевода в Вязьме. В 1520 году второй воевода в Нижнем Новгороде, потом первый воевода в Тарусе, а после воевода войск правой руки в Казанском походе.
Вотчинник Ярославского уезда.

## Семья
От брака с неизвестной имел детей:
- Князь Сисеев Василий Константинович — в 1524 году первый воевода Сторожевого полка в походе из Мценска за крымцами. В марте 1544 года третий воевода войск правой руки в Казанском походе.
- Князь Сисеев Иван Константинович — в марте 1544 года четвёртый воевода первого Сторожевого полка в Казанском нагорною стороною походе. В сентябре 1551 года первый воевода пятнадцатого Передового полка в походе к Полоцку. В июле 1553 года сопровождал ногайских послов от Москвы до границы, бездетный.